# Командное чемпионство NXT UK
Командное чемпионство NXT UK (англ. NXT UK Tag Team Championship) — упразднённый чемпионский титул в реслинге, созданный и продвигавшийся американским рестлинг-промоушеном WWE, на бренде NXT UK. Титиулы были представлены 18 июня 2018 года. Первые чемпионы были определены на шоу NXT UK TakeOver: Блэкпул 12 января 2019 года.
Это один из шести командных титулов WWE в федерации и двух второстепенных командных титулов в подготовительных брендах, наряду с командными титулами NXT, а также двух титулов основного ростера, командными титулами WWE Raw и командными титулами WWE SmackDown. Также два командных первенства разыгрывается женщинами женское командное чемпионство WWE и женское командное чемпионство NXT.
Титул был объединен с командным чемпионством NXT 4 сентября 2022 года на Worlds Collide, а «Смертельно красивые» (Элтон Принс и Кит Уилсон) были признаны финальными чемпионами.

## История
Чемпионат был представлен вместе с женским чемпионатом Великобритании NXT 18 июня 2018 года в рамках нового бренда WWE NXT UK.. 14 октября 2018 года на записях NXT UK в Плимуте, исполнительный вице-президент Triple H и генеральный менеджер NXT UK Джонни Сент представил чемпионские пояса.

## Турнир чемпионата

### Таблица турнира за титул Командных чемпионов Соединённого Королевства NXT
|  | Полуфиналы NXT UK, 24/11/18, 25/11/18 - (эфир 02/01/19 и 09/01/19) | Полуфиналы NXT UK, 24/11/18, 25/11/18 - (эфир 02/01/19 и 09/01/19) |          |  | Финал NXT UK TakeOver: Блэкпул 12/01/19 | Финал NXT UK TakeOver: Блэкпул 12/01/19 |
|  |                                                                    |                                                                    |          |  |                                         |                                         |
|  | Усатая гора (Трент Севен и Тайлер Бейт)                            | Проходят в финал                                                   |          |  |                                         |                                         |
|  | Галлус (Вольфганг и Марк Коффи)                                    | 14:39 Удержание                                                    |          |  |                                         |                                         |
|  |                                                                    |                                                                    |          |  | Усатая гора (Трент Севен и Тайлер Бейт) | 23:45 Удержание                         |
|  |                                                                    | Молодые нестареющие ветераны (Зак Гибсон и Джеймс Дрейк)           | Чемпионы |  |                                         |                                         |
|  | Молодые нестареющие ветераны (Зак Гибсон и Джеймс Дрейк)           | Проходят в финал                                                   |          |  |                                         |                                         |
|  | Флэш Морган Вебстер и Марк Эндрюс                                  | 9:19 Удержание                                                     |          |  |                                         |                                         |

## История титула

### Действующий Командные чемпионы Соединённого Королевства NXT
На 18 июля 2025 года действующими чемпионами является команда Усатая Гора (Трент Севен и Тайлер Бейт). Команда удерживает чемпионство в первый раз.

### Список чемпионов
По состоянию на 18 июля 2025 года титулами владело десять чемпионов, пять команд/группировок.

#### Чемпионы 2019 года
| № | Команда и Группировка                                    | Фото | Дата                 | Статистика | Статистика | Статистика | Город                            | Шоу                      | Примечания | Ссылки             |
| № | Команда и Группировка                                    | Фото | Дата                 | К.Ч.       | Дней       | WWE        | Город                            | Шоу                      | Примечания | Ссылки             |
| - | -------------------------------------------------------- | ---- | -------------------- | ---------- | ---------- | ---------- | -------------------------------- | ------------------------ | --- | ------------------ |
| 1 | Молодые нестареющие ветераны (Зак Гибсон и Джеймс Дрейк) |      | 12 января 2019 года  | 1          | 231        | 230        | Блэкпул, Англия, Великобритания  | NXT UK TakeOver: Блэкпул | Победили Усатую Гору (Трента Севена и Тайлера Бейта) в финале турнира на NXT UK TakeOver: Блэкпул и стали первыми чемпионами.    | [ 21 ]             |
| 2 | Марк Эндрюс и Флэш Морган Вебстер)                       |      | 31 августа 2019 года | 1          | 34         | 47         | Кардифф, Уэльс, Великобритания   | NXT UK TakeOver: Кардифф | Командный матч с «тройной угрозой», в котором также участвовали двое представителей группировки Галлус (Марк Коффи и Вольфганг). | [ 25 ]             |
| 3 | Галлус (Марк Коффи и Вольфганг)                          |      | 4 октября 2019 года  | 1          | 510        | 497        | Брентвуд, Англия, Великобритания | NXT UK                   | Чемпионами числятся двое представителей группировки. Трансляция состоялась 17 октября 2019 года.                                 | [ 28 ] [ Прим. 1 ] |

#### Чемпионы с 2020—по н.в.
|  |  |

|  |  |

### По количеству дней владения титулом

#### Как команда
| Символ | Значение             |
| ------ | -------------------- |
| X+     | Действующие чемпионы |

На 18 июля 2025 года
| № | Команда и Группировка                                    | Чемпионских титулов | Количество дней владения титулом | Количество дней владения титулом |
| № | Команда и Группировка                                    | Чемпионских титулов | C даты завоевания                | Признанные федерацией            |
| - | -------------------------------------------------------- | ------------------- | -------------------------------- | -------------------------------- |
| 1 | Галлус (Марк Коффи и Вольфганг)                          | 1                   | 5101                             | 497                              |
| 2 | Pretty Deadly (Льюис Хоули и Сэм Стокер)                 | 1                   | 2872                             | 287                              |
| 3 | Молодые нестареющие ветераны (Зак Гибсон и Джеймс Дрейк) | 1                   | 231                              | 230                              |
| 4 | Марк Эндрюс и Флэш Морган Вебстер                        | 1                   | 34                               | 47                               |
| 5 | Усатая Гора (Трент Севен и Тайлер Бейт)                  | 1                   | 1317+3                           | 1317+                            |

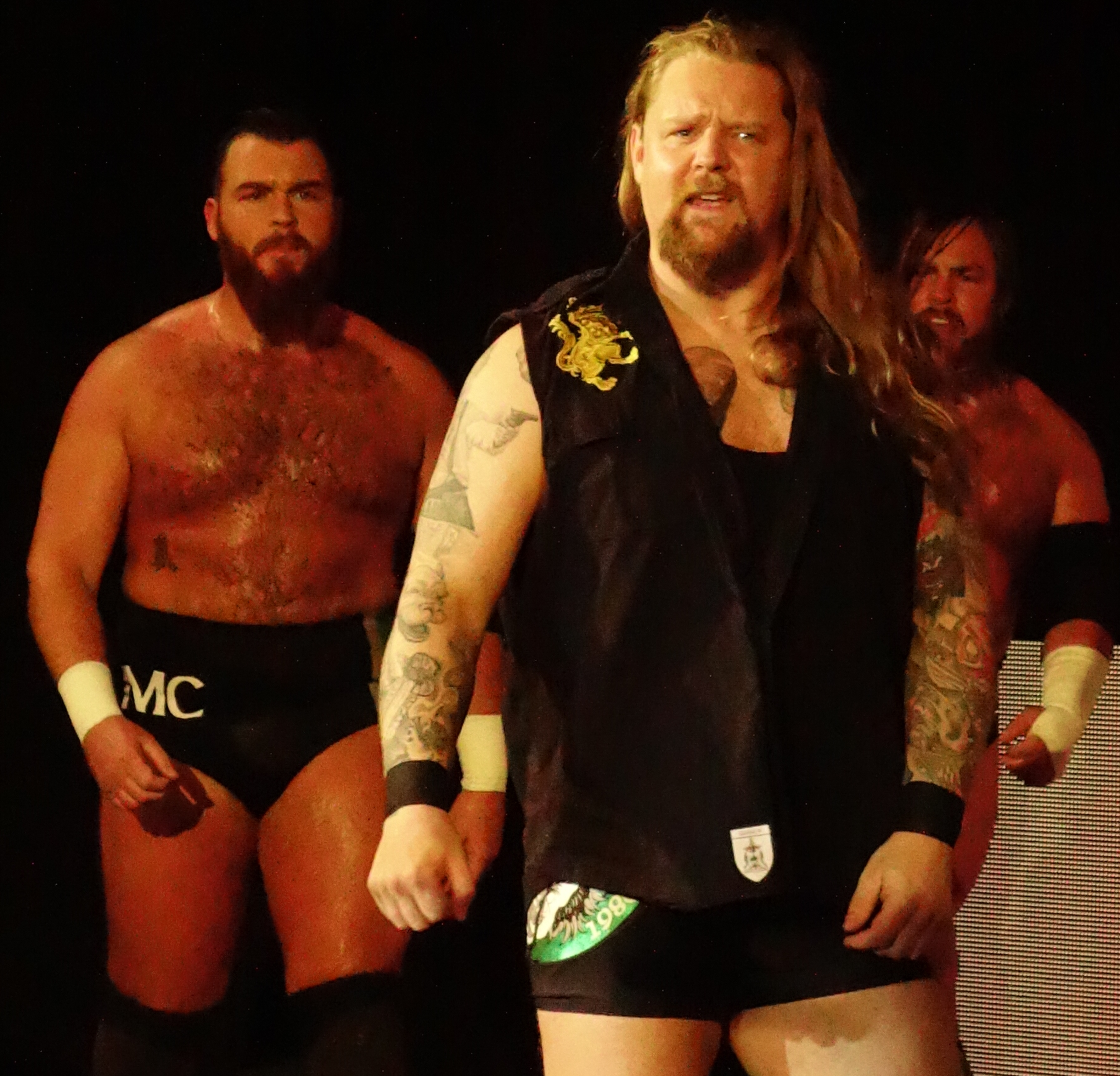
Галлус (Марк Коффи и Вольфганг) самые длительные командные чемпионы NXT UK

1. ↑  510 дней с момента завоевания и до момента выходя в эфир записи проигрыша. В какой точно день были записи когда чемпионство было проиграно пока неизвестно.
2. ↑  25 февраля был эфир, а в какой день были записи шоу и завоёваны титулы неизвестно
3. ↑  25 февраля был эфир, а в какой день были записи шоу и завоёваны титулы неизвестно

#### Как рестлер
| Символ | Значение            |
| ------ | ------------------- |
| X+     | Действующий чемпион |

На 18 июля 2025 года
| № | Рестлер             | Чемпионских титулов | Количество дней владения титулом | Количество дней владения титулом |
| № | Рестлер             | Чемпионских титулов | C даты завоевания                | Признанные федерацией            |
| - | ------------------- | ------------------- | -------------------------------- | -------------------------------- |
| 1 | Марк Коффи          | 1                   | 5101                             | 497                              |
| 1 | Вольфганг           | 1                   | 5101                             | 497                              |
| 3 | Льюис Хоули         | 1                   | 2872                             | 287                              |
| 3 | Сэм Стокер          | 1                   | 2872                             | 287                              |
| 5 | Зак Гибсон          | 1                   | 231                              | 230                              |
| 5 | Джеймс Дрейк        | 1                   | 231                              | 230                              |
| 7 | Марк Эндрюс         | 1                   | 34                               | 47                               |
| 7 | Флэш Морган Вебстер | 1                   | 34                               | 47                               |
| 9 | Тайлер Бейт         | 1                   | 1317+3                           | 1317+                            |
| 9 | Трент Севен         | 1                   | 1317+3                           | 1317+                            |

1. ↑  510 дней с момента завоевания и до момента выходя в эфир записи проигрыша. В какой точно день были записи когда чемпионство было проиграно пока неизвестно.
2. ↑  25 февраля был эфир, а в какой день были записи шоу и завоёваны титулы неизвестно.
3. ↑  9 декабря был эфир, а в какой день были записи шоу и завоёваны титулы неизвестно.

### Комментарии
1. ↑  510 дней с момента завоевания и до момента выходя в эфир записи проигрыша. В какой точно день были записи когда чемпионство было проиграно пока неизвестно
2. ↑  25 февраля был эфир, а в какой день были записи шоу и завоёваны титулы неизвестно
3. ↑  9 декабря был эфир, а в какой день были записи шоу и завоёваны титулы неизвестно